# Мацек, Роман
Роман Мацек (англ. Roman Macek; родился 18 апреля 1997, Злин, Чехия) — чешский футболист, полузащитник швейцарского клуба «Лугано».

## Клубная карьера
Первые шаги в футбольной карьере Роман Мацек совершил в составе молодёжной команды из родного города «Тринити Злин». После переезда в Италию футболист провел несколько лет в юношеском составе «Ювентуса». Выдержать конкуренцию в именитом клубе доводилось не многим. Таким образом Мацек отправился получать игровую практику вместе с командой Серии B «Бари». Дебют на профессиональном уровне состоялся 21 января 2017 года в матче с клубом «Читтаделла».
31 августа 2018 года Роман Мацек оказался в составе швейцарского клуба «Лугано», где должен был провести сезон на правах аренды.
27 января 2019 года «Лугано» подписал с футболистом контракт до 30 июня 2022 года. В августе 2020, по соглашению сторон, контракт был продлен до 2025 года. 25 августа 2021 года футбольный клуб объявил, что вынужден расстаться с футболистом из-за регламента Суперлиги. Однако, осенью того же года Мацек появился на поле в матче Первой лиги в составе резервной команды «Лугано» «Тичино (до 21)». 30 октября 2021 года у футболиста произошел разрыв крестообразных связок, из-за чего он был вынужден отказаться от игры на долгое время. В сезоне 2022/23 Роман Мацек вернулся в состав основной команды «Лугано».